# 161315 de Shalit
161315 de Shalit este un asteroid din centura principală de asteroizi.

## Descriere
161315 de Shalit este un asteroid din centura principală de asteroizi. A fost descoperit pe 19 august 2003 în cadrul programului Wise de David L. Polishook. Asteroidul prezintă o orbită caracterizată de o semiaxă mare de 2,54 ua, o excentricitate de 0,24 și o înclinație de 4,8° în raport cu ecliptica.